# Verticordia wonganensis
Verticordia wonganensis är en myrtenväxtart som beskrevs av Alexander Segger George. Verticordia wonganensis ingår i släktet Verticordia och familjen myrtenväxter. Inga underarter finns listade i Catalogue of Life.